# Contea di Nanbu
La contea di Nanbu (南部县S, Nánbù XiànP) è una contea della Cina, situata nella provincia di Sichuan e amministrata dalla prefettura di Nanchong.